# Lista över fornlämningar i Falköpings kommun (Borgunda)
Lista över fornlämningar i Falköpings kommun (Borgunda) är en förteckning av ett urval av de fornlämningar som finns i Borgunda i Falköpings kommun.
| Namn           | Lämningstyp                 | Tillkomsttid | Historisk indelning     | Plats | Läge                 | ID-nr          | Bild                                 |
| -------------- | --------------------------- | ------------ | ----------------------- | ----- | -------------------- | -------------- | ------------------------------------ |
| Borgunda 1:1   | Stensättning                |              | Borgunda, Västergötland |       | 58.270267, 13.754545 | 10186000010001 | Ladda upp en bild av detta fornminne |
| Borgunda 4:1   | Stenkammargrav              |              | Borgunda, Västergötland |       | 58.299181, 13.769533 | 10186000040001 | Ladda upp en bild av detta fornminne |
| Borgunda 6:1   | Stensättning                |              | Borgunda, Västergötland |       | 58.293368, 13.791481 | 10186000060001 | Ladda upp en bild av detta fornminne |
| Borgunda 6:2   | Stensättning                |              | Borgunda, Västergötland |       | 58.293222, 13.791335 | 10186000060002 | Ladda upp en bild av detta fornminne |
| Borgunda 11:1  | Röse                        |              | Borgunda, Västergötland |       | 58.297469, 13.798690 | 10186000110001 | Ladda upp en bild av detta fornminne |
| Borgunda 12:1  | Stensättning                |              | Borgunda, Västergötland |       | 58.297587, 13.797657 | 10186000120001 | Ladda upp en bild av detta fornminne |
| Borgunda 15:1  | Stensättning                |              | Borgunda, Västergötland |       | 58.305671, 13.805494 | 10186000150001 | Ladda upp en bild av detta fornminne |
| Borgunda 17:1  | Stensättning                |              | Borgunda, Västergötland |       | 58.301531, 13.805401 | 10186000170001 | Ladda upp en bild av detta fornminne |
| Borgunda 19:1  | Stensättning                |              | Borgunda, Västergötland |       | 58.296482, 13.805133 | 10186000190001 | Ladda upp en bild av detta fornminne |
| Borgunda 21:1  | Gravfält                    |              | Borgunda, Västergötland |       | 58.298787, 13.817862 | 10186000210001 | Ladda upp en bild av detta fornminne |
| Borgunda 23:1  | Stensättning                |              | Borgunda, Västergötland |       | 58.297228, 13.816488 | 10186000230001 | Ladda upp en bild av detta fornminne |
| Borgunda 23:2  | Stensättning                |              | Borgunda, Västergötland |       | 58.297155, 13.817300 | 10186000230002 | Ladda upp en bild av detta fornminne |
| Borgunda 23:3  | Hällristning                |              | Borgunda, Västergötland |       | 58.297155, 13.817300 | 10186000230003 | Ladda upp en bild av detta fornminne |
| Borgunda 24:1  | Stensättning                |              | Borgunda, Västergötland |       | 58.295810, 13.818420 | 10186000240001 | Ladda upp en bild av detta fornminne |
| Borgunda 24:2  | Stensättning                |              | Borgunda, Västergötland |       | 58.295722, 13.818526 | 10186000240002 | Ladda upp en bild av detta fornminne |
| Borgunda 25:1  | Stensättning                |              | Borgunda, Västergötland |       | 58.295227, 13.815908 | 10186000250001 | Ladda upp en bild av detta fornminne |
| Borgunda 25:2  | Stensättning                |              | Borgunda, Västergötland |       | 58.295232, 13.815669 | 10186000250002 | Ladda upp en bild av detta fornminne |
| Borgunda 27:1  | Stensättning                |              | Borgunda, Västergötland |       | 58.306271, 13.823615 | 10186000270001 | Ladda upp en bild av detta fornminne |
| Borgunda 27:2  | Stensättning                |              | Borgunda, Västergötland |       | 58.306346, 13.823815 | 10186000270002 | Ladda upp en bild av detta fornminne |
| Borgunda 27:3  | Stensättning                |              | Borgunda, Västergötland |       | 58.306403, 13.824085 | 10186000270003 | Ladda upp en bild av detta fornminne |
| Borgunda 27:4  | Stensättning                |              | Borgunda, Västergötland |       | 58.306616, 13.823870 | 10186000270004 | Ladda upp en bild av detta fornminne |
| Borgunda 31:1  | Stensättning                |              | Borgunda, Västergötland |       | 58.306829, 13.826281 | 10186000310001 | Ladda upp en bild av detta fornminne |
| Borgunda 33:1  | Stensättning                |              | Borgunda, Västergötland |       | 58.305523, 13.838682 | 10186000330001 | Ladda upp en bild av detta fornminne |
| Borgunda 33:2  | Stensättning                |              | Borgunda, Västergötland |       | 58.305708, 13.839048 | 10186000330002 | Ladda upp en bild av detta fornminne |
| Borgunda 34:1  | Stenkrets                   |              | Borgunda, Västergötland |       | 58.302043, 13.840172 | 10186000340001 | Ladda upp en bild av detta fornminne |
| Borgunda 40:1  | Stensättning                |              | Borgunda, Västergötland |       | 58.286924, 13.783161 | 10186000400001 | Ladda upp en bild av detta fornminne |
| Borgunda 41:1  | Hög                         |              | Borgunda, Västergötland |       | 58.291301, 13.789962 | 10186000410001 | Ladda upp en bild av detta fornminne |
| Borgunda 42:1  | Stensättning                |              | Borgunda, Västergötland |       | 58.290775, 13.789596 | 10186000420001 | Ladda upp en bild av detta fornminne |
| Borgunda 42:2  | Stensättning                |              | Borgunda, Västergötland |       | 58.290480, 13.789457 | 10186000420002 | Ladda upp en bild av detta fornminne |
| Borgunda 42:3  | Stensättning                |              | Borgunda, Västergötland |       | 58.290264, 13.789180 | 10186000420003 | Ladda upp en bild av detta fornminne |
| Borgunda 43:1  | Stenkammargrav              |              | Borgunda, Västergötland |       | 58.288637, 13.788107 | 10186000430001 | Ladda upp en bild av detta fornminne |
| Borgunda 45:1  | Hög                         |              | Borgunda, Västergötland |       | 58.290732, 13.797508 | 10186000450001 | Ladda upp en bild av detta fornminne |
| Borgunda 46:1  | Hög                         |              | Borgunda, Västergötland |       | 58.290223, 13.796076 | 10186000460001 | Ladda upp en bild av detta fornminne |
| Borgunda 47:1  | Hällristning                |              | Borgunda, Västergötland |       | 58.286939, 13.798733 | 10186000470001 | Ladda upp en bild av detta fornminne |
| Borgunda 48:1  | Hällristning                |              | Borgunda, Västergötland |       | 58.283679, 13.793444 | 10186000480001 | Ladda upp en bild av detta fornminne |
| Borgunda 49:1  | Hög                         |              | Borgunda, Västergötland |       | 58.283595, 13.794420 | 10186000490001 | Ladda upp en bild av detta fornminne |
| Borgunda 49:2  | Hög                         |              | Borgunda, Västergötland |       | 58.283376, 13.794227 | 10186000490002 | Ladda upp en bild av detta fornminne |
| Borgunda 49:3  | Hög                         |              | Borgunda, Västergötland |       | 58.283130, 13.793986 | 10186000490003 | Ladda upp en bild av detta fornminne |
| Borgunda 49:4  | Grav markerad av sten/block |              | Borgunda, Västergötland |       | 58.282913, 13.793879 | 10186000490004 | Ladda upp en bild av detta fornminne |
| Borgunda 54:1  | Stensättning                |              | Borgunda, Västergötland |       | 58.271369, 13.796764 | 10186000540001 | Ladda upp en bild av detta fornminne |
| Borgunda 54:2  | Stensättning                |              | Borgunda, Västergötland |       | 58.271495, 13.796774 | 10186000540002 | Ladda upp en bild av detta fornminne |
| Borgunda 54:3  | Stensättning                |              | Borgunda, Västergötland |       | 58.271649, 13.796868 | 10186000540003 | Ladda upp en bild av detta fornminne |
| Borgunda 57:1  | Stensättning                |              | Borgunda, Västergötland |       | 58.291332, 13.815540 | 10186000570001 | Ladda upp en bild av detta fornminne |
| Borgunda 58:1  | Stensättning                |              | Borgunda, Västergötland |       | 58.290375, 13.815201 | 10186000580001 | Ladda upp en bild av detta fornminne |
| Borgunda 58:2  | Stensättning                |              | Borgunda, Västergötland |       | 58.290753, 13.815845 | 10186000580002 | Ladda upp en bild av detta fornminne |
| Borgunda 61:1  | Stensättning                |              | Borgunda, Västergötland |       | 58.291096, 13.821817 | 10186000610001 | Ladda upp en bild av detta fornminne |
| Borgunda 64:1  | Stensättning                |              | Borgunda, Västergötland |       | 58.283654, 13.804390 | 10186000640001 | Ladda upp en bild av detta fornminne |
| Borgunda 65:1  | Stensättning                |              | Borgunda, Västergötland |       | 58.288176, 13.802585 | 10186000650001 | Ladda upp en bild av detta fornminne |
| Borgunda 66:1  | Stensättning                |              | Borgunda, Västergötland |       | 58.286960, 13.806695 | 10186000660001 | Ladda upp en bild av detta fornminne |
| Borgunda 66:2  | Stensättning                |              | Borgunda, Västergötland |       | 58.287112, 13.806908 | 10186000660002 | Ladda upp en bild av detta fornminne |
| Borgunda 68:1  | Stensättning                |              | Borgunda, Västergötland |       | 58.283519, 13.822831 | 10186000680001 | Ladda upp en bild av detta fornminne |
| Borgunda 68:2  | Stensättning                |              | Borgunda, Västergötland |       | 58.283648, 13.823012 | 10186000680002 | Ladda upp en bild av detta fornminne |
| Borgunda 69:1  | Röse                        |              | Borgunda, Västergötland |       | 58.278236, 13.816716 | 10186000690001 | Ladda upp en bild av detta fornminne |
| Borgunda 71:1  | Stensättning                |              | Borgunda, Västergötland |       | 58.289274, 13.830373 | 10186000710001 | Ladda upp en bild av detta fornminne |
| Borgunda 89:1  | Röse                        |              | Borgunda, Västergötland |       | 58.276278, 13.813696 | 10186000890001 | Ladda upp en bild av detta fornminne |
| Borgunda 98:1  | Stensättning                |              | Borgunda, Västergötland |       | 58.274743, 13.812632 | 10186000980001 | Ladda upp en bild av detta fornminne |
| Borgunda 99:1  | Stensättning                |              | Borgunda, Västergötland |       | 58.295025, 13.828897 | 10186000990001 | Ladda upp en bild av detta fornminne |
| Borgunda 117:1 | Hällristning                |              | Borgunda, Västergötland |       | 58.300806, 13.810556 | 10186001170001 | Ladda upp en bild av detta fornminne |
| Borgunda 123:1 | Hällristning                |              | Borgunda, Västergötland |       | 58.295116, 13.813185 | 10186001230001 | Ladda upp en bild av detta fornminne |
| Borgunda 137:1 | Stensättning                |              | Borgunda, Västergötland |       | 58.271017, 13.829869 | 10186001370001 | Ladda upp en bild av detta fornminne |